# Limonia latipennis
Limonia latipennis är en tvåvingeart som först beskrevs av Pierre Justin Marie Macquart 1834.
Limonia latipennis ingår i släktet Limonia och familjen småharkrankar. Inga underarter finns listade i Catalogue of Life.